# Вільгельм Нуссельт
Ернст Крафт Вільгельм Нуссельт (нім. Ernst Kraft Wilhelm Nußelt; 25 листопада 1882, Нюрнберг — 1 вересня 1957, Мюнхен) — німецький інженер-дослідник.
Нуссельт вивчав машинобудування в Технічному університеті Мюнхена, де він здобув докторський ступінь у 1907 році. Викладав у Дрездені з 1913 по 1917 рік.
Після навчання й роботи в Швейцарії та Німеччині між 1917 і 1925 роками призначений на кафедру теоретичної механіки в Мюнхені. Там він зробив важливі дослідження в галузі теплообміну. Займав цей пост до 1952 року.
На честь Нуссельта названо число Нуссельта.